# Kungo Island
Kungo Island – niezamieszkana wyspa w Zatoce Frobishera, w Archipelagu Arktycznym, w regionie Qikiqtaaluk, na terytorium Nunavut, w Kanadzie. W pobliżu Kungo Island położone są wyspy: Anchorage Island, Dog Island, Camp Island, Crowell Island, Luella Island i Metela Island.